# Olajzöld virágbogár
Az olajzöld virágbogár (Protaetia cuprea) a rovarok (Insecta) osztályának bogarak (Coleoptera) rendjébe, ezen belül a mindenevő bogarak (Polyphaga) alrendjébe és a ganajtúrófélék (Scarabaeidae) családjába tartozó faj.

## Előfordulása
Az olajzöld virágbogár előfordulási területe főleg Európa és Ázsia, de az afrikai Egyiptomban és Líbiában is találhatók állományai. Eurázsiában a következő országokban és térségekben lelhető fel: Albánia, Ausztria, Baleár-szigetek, Bulgária, Észak-Macedónia, Korzika, Ciprus, Csehország - Bohémia és Morvaország -, Franciaország, Németország, Görögország, Magyarország, Izrael, Olaszország, Jordánia, Libanon, Málta, Mongólia, Portugália, Románia, Oroszország, Szardínia, Szicília, Szlovákia, Spanyolország, Svájc, Szíria, Törökország és Egyesült Királyság.

## Alfajai
- Protaetia cuprea bourgini Ruter 1967
- Protaetia cuprea brancoi (Baraud, 1992)
- Protaetia cuprea cuprea (Fabricius, 1775)
- Protaetia cuprea daurica (Motschulsky, 1860)
- Protaetia cuprea ignicollis (Gory & Percheron, 1833)
- Protaetia cuprea lederi
- Protaetia cuprea levantina (Schatzmayr, 1938)
- Protaetia cuprea mandli (Balthasar, 1930)
- Protaetia cuprea metallica
- Protaetia cuprea obscura (Andersch, 1797)
- Protaetia cuprea olivacea (Mulsant, 1842)
- Protaetia cuprea volhyniensis (Gory & Percheron, 1833)

## Képek

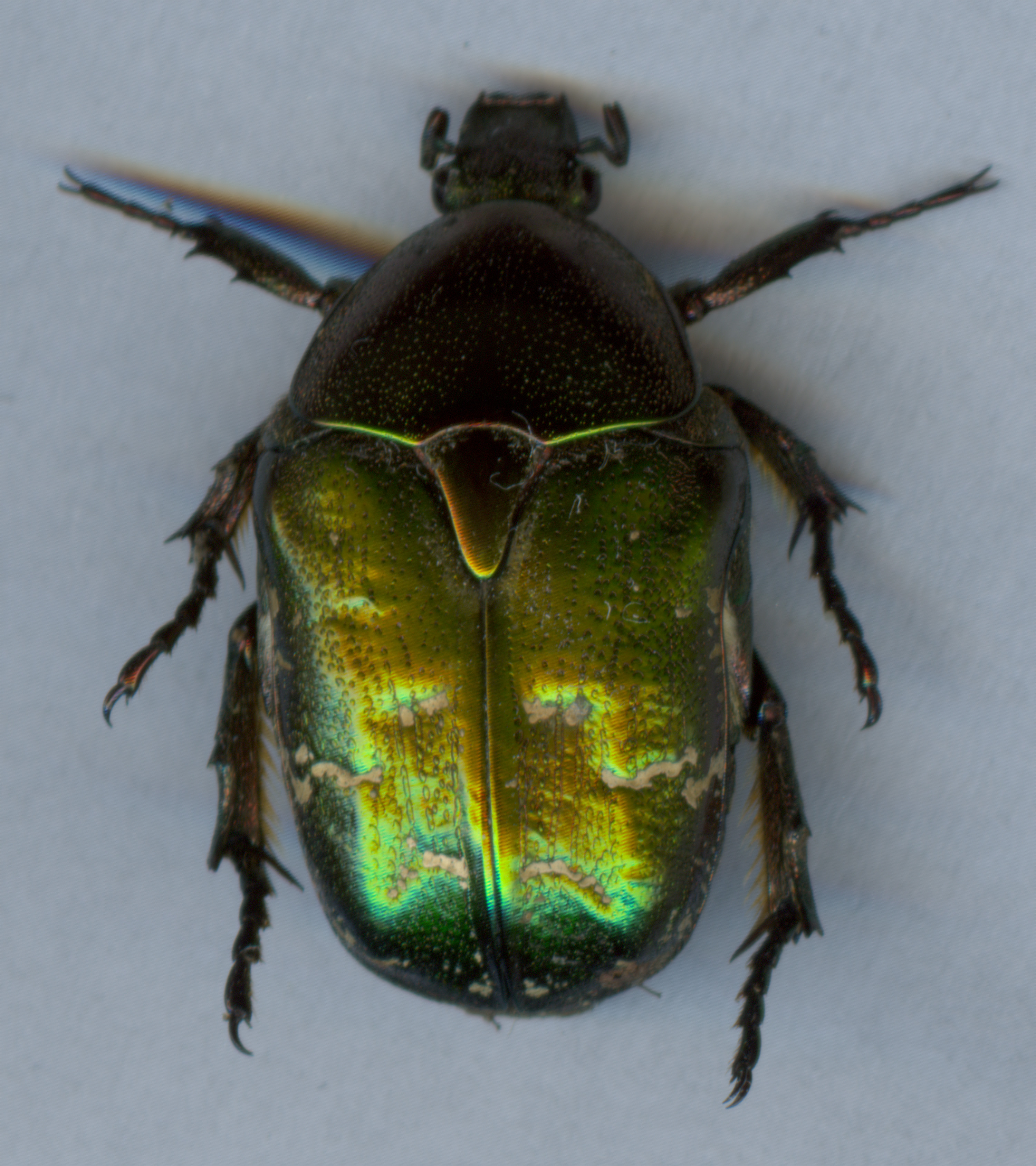
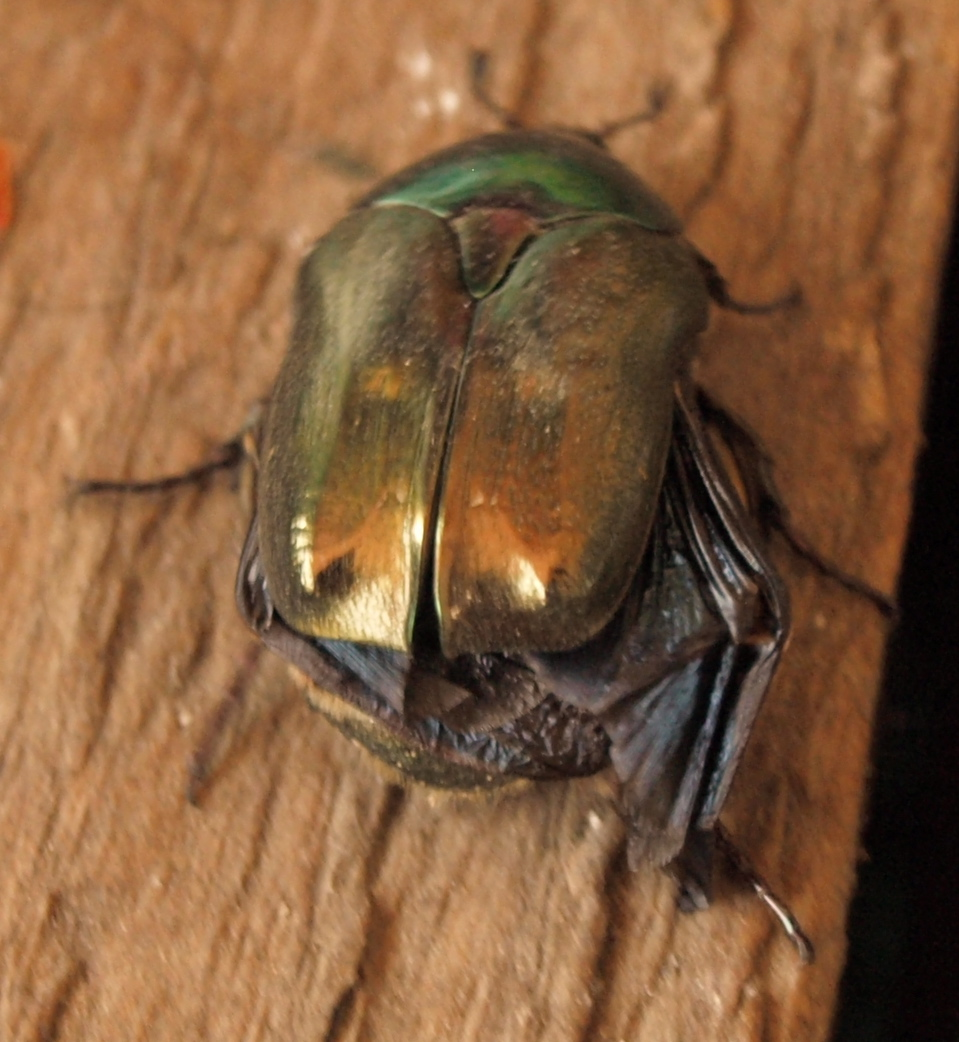
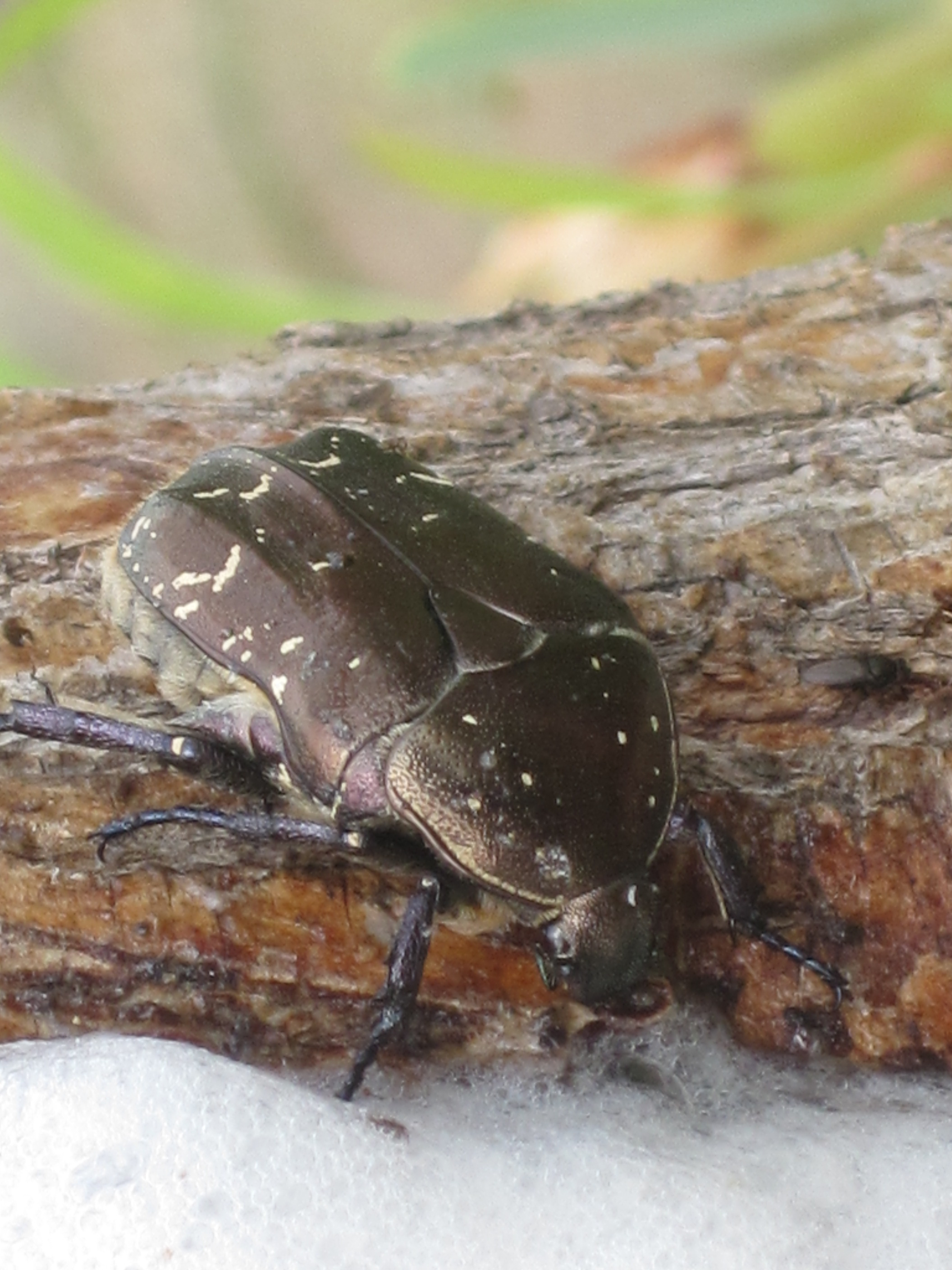
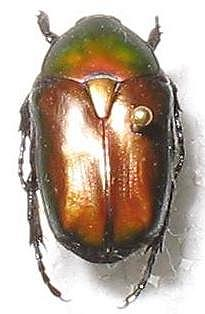
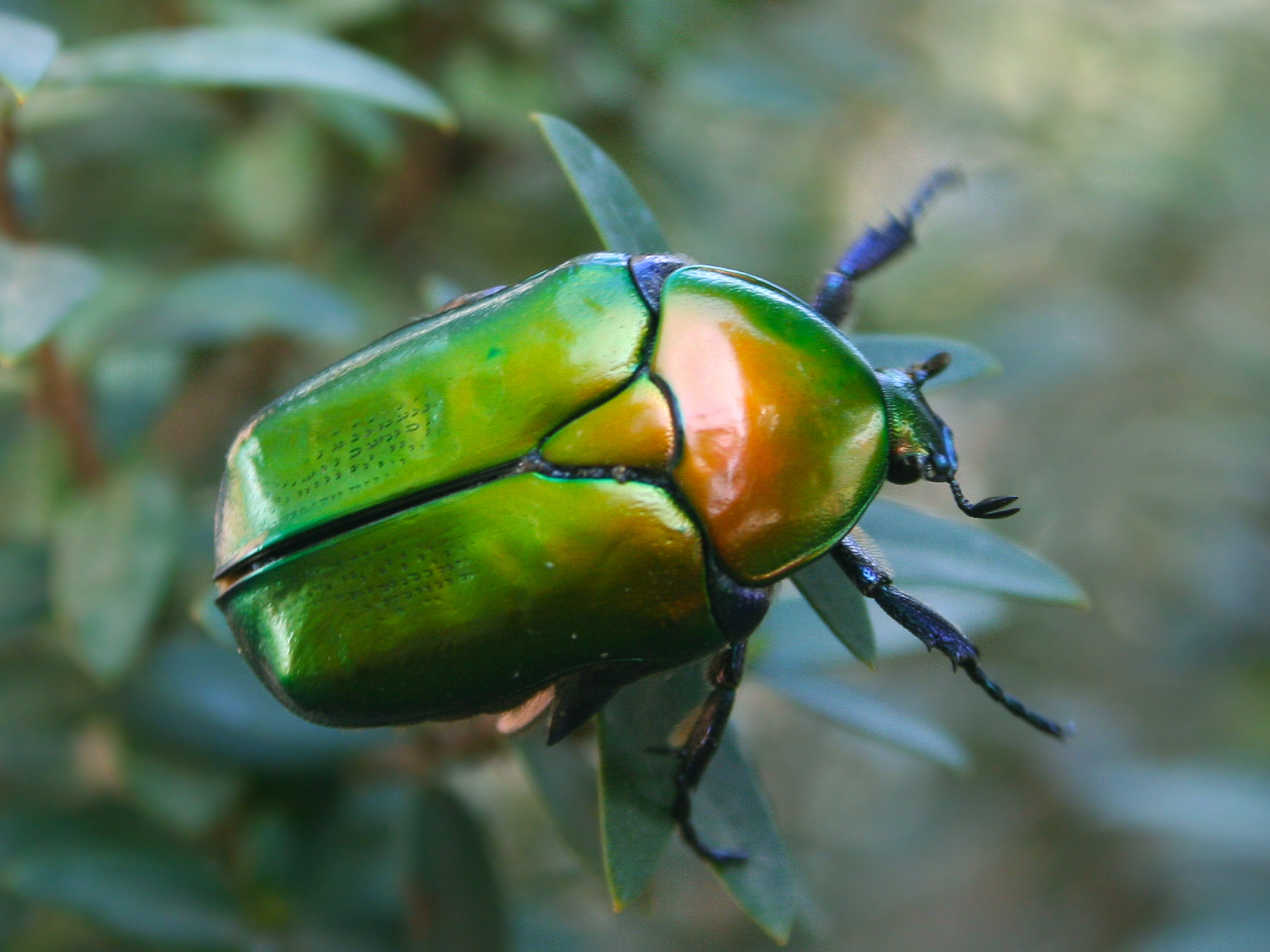

## Megjelenése
Eme bogárfaj mérete és színezete alfajtól függően változó. A rovar hosszúsága 14-29 milliméter közötti, de általában 23 milliméteres. A színezete zöldes vagy barnás, ám mindig fémesen csillog.